# Baßgeigensee
Der Baßgeigensee oder Müllnersee (slowenisch: Mlinarjev bajer (birt)) ist ein kleiner See im Keutschacher Seental östlich des Keutschacher Sees in der Gemeinde Keutschach (Kärnten, Österreich). Den Namen erhielt er aufgrund seiner Form.
Der Baßgeigensee wird vom Viktringerbach durchflossen, der danach auch noch den Rauschelesee durchzieht und unterhalb von Viktring in die Glanfurt mündet. Wegen seiner starken Durchströmung und seines kleinen Volumens erreicht der Baßgeigensee im Sommer bei weitem nicht die Wassertemperaturen der angrenzenden größeren Seen.
Der See ist Teil des 2.532 ha großen Landschaftsschutzgebietes Keutschacher-See-Tal (LGBl. Nr. 74/1970, 86/1971).